# Gunnar Thoroddsen
Gunnar Thoroddsen (* 28. Dezember 1910 in Reykjavík; † 27. September 1983 ebenda) war ein isländischer Politiker der Unabhängigkeitspartei (Sjálfstæðisflokkur) und Premierminister von Island.

## Biografie
Gunnar Thoroddsen begann seine politische Laufbahn bereits 1934, als er mit gerade 23 Jahren der damals jüngste Abgeordnete des Althing wurde, der jemals gewählt wurde (erst 2013 konnte mit der 21-jährigen Jóhanna María Sigmundsdóttir eine noch jüngere Person einen Sitz im Althing erringen). Im Althing vertrat er bis zu seinem Verzicht auf eine Wiederwahl bei der Parlamentswahl im Mai 1983 die Interessen der Unabhängigkeitspartei (Sjálfstæðisflokkur). Zwischen 1940 und 1943 war er auch Vorsitzender der Nationalen Jugendorganisation der Unabhängigkeitspartei (Samband ungra sjálfstæðismanna). Nach dem Studium der Rechtswissenschaften war er zwischen 1940 und 1950 Professor an der Universität Island.
Vom 4. Februar 1947 bis zum 19. November 1959 war er zudem Bürgermeister von Reykjavík und danach zwischen 1959 und 1965 Finanzminister (Fjármálaráðuneytið) in den Regierungen von Ólafur Thors und Bjarni Benediktsson. 1961 bis 1965 war er erstmals stellvertretender Vorsitzender der Unabhängigkeitspartei.
Zwischen 1965 und 1969 vertrat er Island als Botschafter in Dänemark. Während dieser Zeit beendete er 1968 auch seine Promotion zum Doktor (Ph. D.) in Rechtswissenschaften mit einer Dissertation zum Thema zur Beleidigung (Fjölmæli). Als solcher war Gunnar Thoroddsen 1968 Kandidat der Unabhängigkeitswahl bei der Präsidentschaftswahl von 1968. Allerdings unterlag er bei der Wahl um die Nachfolge seines Schwiegervaters Ásgeir Ásgeirsson als Präsident von Island gegen den parteilosen Kandidaten Kristján Eldjárn. Obwohl Umfragen Gunnar zuvor bei einem Stimmenanteil von 70 Prozent sahen, errang Eldjárn letztlich mit 65,6 Prozent Stimmenanteil einen riesigen Wahlerfolg bei einer Wahlbeteiligung von 92,2 Prozent. 1970 wurde er zunächst zum Richter an das Oberste Gericht Islands (Hæstiréttur) berufen.
In der Regierung von Geir Hallgrímsson war er vom 28. August 1974 bis zum 27. Juni 1978 Minister für Industrie und soziale Wohlfahrt. Zwischen November 1974 und November 1981 war er außerdem erneut stellvertretender Vorsitzender der Unabhängigkeitspartei. Als es zwischen Hallgrímsson, der auch Vorsitzender der Unabhängigkeitspartei war, und ihm zu Meinungsverschiedenheiten über die Politik der Unabhängigkeitspartei nach der verlorenen Wahl von 1978 kam, verließ Gunnar Thoroddsen 1980 mit einigen anderen Mitgliedern die Fraktion im Parlament.
Als Nachfolger der sozialdemokratischen Minderheitsregierung von Benedikt Sigurðsson Gröndal bildete er deshalb am 8. Februar 1980 als Premierminister eine Koalitionsregierung mit der agrarisch orientierten Fortschrittspartei (Framsóknarflokkurinn) und der kommunistisch geprägten Volksallianz (Alþýðubandalag). Mit 69 Jahren wurde Gunnar Thoroddsen der älteste Premierminister in der Geschichte Islands. Aus gesundheitlichen Gründen verzichtete er im Mai 1983 auf eine erneute Kandidatur für den Althing und übergab die Regierungsgeschäfte am 26. Mai 1983 an den Vorsitzenden der Fortschrittspartei und bisherigen Minister für Fischerei und Kommunikation Steingrímur Hermannsson.

## Quelle
- Biografische Angaben in rulers.org